# Kjell-Erik Ståhl
Kjell-Erik Ståhl (Kjell-Erik Bertil Ståhl; * 17. Februar 1946 in Killeberg, Gemeinde Osby) ist ein schwedischer Marathonläufer.
Ståhl war ursprünglich Orientierungsläufer. Seinen Beruf als leitender Manager bei Telia übte er auch weiterhin aus, als er 1979 seine erstaunliche Marathon-Karriere begann. Am 9. September 1979 beendete er in Östhammar seinen ersten von 101 (beendeten) Marathons und seinen ersten von insgesamt 70 Marathons unter 2:20 Stunden in einer Zeit von 2:16:49 h. Bei den Olympischen Spielen 1980 in Moskau belegte er den 19. Platz.
1981 gewann er mit dem Frankfurt-Marathon den ersten City-Marathon auf deutschem Boden in 2:13:20 h. Im selben Jahr siegte er beim Peking-Marathon. 1982 wurde er Fünfter beim Boston-Marathon, gewann den Stockholm-Marathon und blieb bei elf weiteren Läufen unter 2:21 Stunden.
Im Jahr darauf siegte er u. a. beim München-Marathon und stellte als Vierter bei den Leichtathletik-Weltmeisterschaften in Helsinki, nur um eine Sekunde von Olympiasieger Waldemar Cierpinski geschlagen, mit 2:10:38 h einen schwedischen Rekord auf, der bis heute ungebrochen ist.
Beim Marathon der Olympischen Spiele 1984 in Los Angeles musste er aufgeben, blieb aber im selben Jahr bei neun anderen Läufen unter 2:20 Stunden.
Nachdem er bei seinem zweiten Sieg in Stockholm mit 2:12:33 h einen Altersklassenrekord in der Klasse M40 aufgestellt hatte, wurde er Neunter bei den Leichtathletik-Europameisterschaften 1986 in Stuttgart.
1991 stellte er beim Berlin-Marathon mit 2:15:51 h einen weiteren Altersklassenrekord auf, diesmal in der Klasse M45. In den beiden folgenden Jahren musste er sich an der Ferse operieren lassen. 1995 lief er in Stockholm mit 49 Jahren seinen letzten Unter-2:20-Stunden-Marathon.
2006 ging er beim Frankfurt-Marathon an den Start mit dem Ziel, einen Rekord für die Klasse M60 aufzustellen, gab aber wegen Problemen an der Ferse auf.
Ståhl ist 1,88 m groß und hat ein Wettkampfgewicht von 70 kg. Der US-Amerikaner Doug Kurtis hat zwar noch einige Unter-2:20-Stunden-Marathon mehr auszuweisen, mit 2:13:34 h aber die deutlich schlechtere Bestzeit.